# Luo Zhichuan

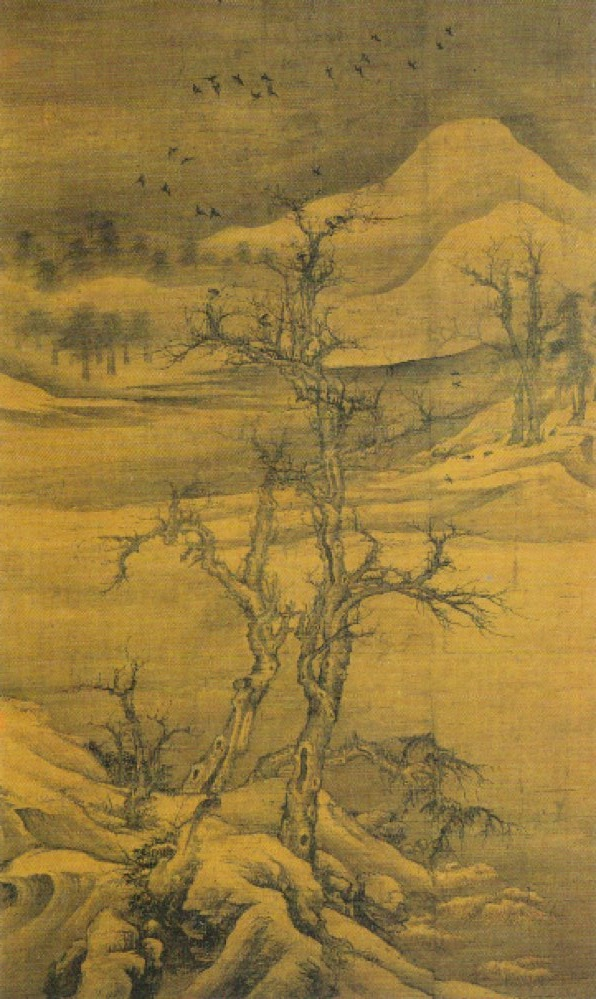
“Corbs als vells arbres” (Metropolitan Museum de Nova York)

Luo Zhichuan (xinès simplificat: 罗稚川; xinès tradicional: 羅稚川; pinyin: Luō Zhìchuān) fou un pintor xinès que va viure sota la dinastia Yuan. D'aquest artista la informació procedeix de textos coreans i japonesos. No es coneixen les dates exactes del seu naixement i de la seva mort. Era originari de Qingjiang, província de Jiangxi. Luo i la seva escola van ser cèlebres. Com a paisatgista s'inspirà en Guo Xi.